# Roller Scandiano 2018-2019
Questa voce raccoglie le informazioni riguardanti il Roller Scandiano nelle competizioni ufficiali della stagione 2018-2019.

## Maglie e sponsor
Lo sponsor ufficiale per la stagione 2018-2019 è Ubroker.
| 1ª divisa | 2ª divisa |

## Organigramma societario
- Presidente: Giorgio Germini
- Vicepresidente:
- Consiglieri:
- Direttore sportivo:
- Segretaria:
- Addetto stampa:

## Organico

### Giocatori
Rosa e numerazione, tratte dal sito internet ufficiale della Federazione Italiana Sport Rotellistici, aggiornate alla stagione 2018-2019.
| N° | Naz.                 | Ruolo | Sportivo           |  |  |  |
| -- | -------------------- | ----- | ------------------ |  |  |  |
| 1  | Italia (bandiera)    | P     | Fabio Errico       |  |  |  |
| 3  | Argentina (bandiera) | E     | Martin Montivero   |  |  |  |
| 4  | Italia (bandiera)    | E     | Federico Buralli   |  |  |  |
| 5  | Argentina (bandiera) | E     | Pablo Saavedra     |  |  |  |
| 8  | Spagna (bandiera)    | E     | Felipe Baieli      |  |  |  |
| 9  | Italia (bandiera)    | E     | Alessandro Franchi |  |  |  |
| 11 | Italia (bandiera)    | E     | Romeo D'Anna       |  |  |  |
| 21 | Italia (bandiera)    | E     | Simone Gallo       |  |  |  |
| 85 | Italia (bandiera)    | P     | Mattia Verona      |  |  |  |
| 96 | Italia (bandiera)    | E     | Giorgio Maniero    |  |  |  |

### Staff tecnico
- 1º Allenatore:  Roberto Crudeli
- 2º Allenatore:
- Meccanico: